# Делакруа, Шарль
Шарль-Франсуа Делакруа (фр. Charles-François Delacroix ; 15 апреля 1741 — 26 октября 1805, Бордо) — французский государственный деятель, министр иностранных дел при Директории. Отец художника Эжена Делакруа.

## Карьера
Был секретарем Анн-Робер-Жака Тюрго, министра финансов во время правления Людовика XVI.
Во время Великой французской буржуазной революции стал депутатом Национального конвента и проголосовал за смерть короля.
В 1793 году Делакруа предложил Конвенту конфисковать металлические скульптуры в Версале и переплавить их для изготовления пушек. После некоторого обсуждения предложение было отклонено.
Присоединился к термидорианской реакции. Был назначен министром иностранных дел Франции с 3 ноября 1795 года по 15 июля 1797 года, когда его сменил Талейран.
2 декабря 1797 года стал специальным посланником (послом) в Батавской республике.
В январе 1798 года консультировал Германа Виллема Дендельса в его государственном перевороте против группы федералистов в Национальном собрании Нидерландов.
В 1799 году он стал первым префектом Буш-дю-Рон, а в 1803 году — Жиронды.